# سانجیائو، ژونگشان
سانجیائو، ژونگشان (به لاتین: Sanjiao) یک شهرک در جمهوری خلق چین است که در ژونگشان واقع شده‌است.